# FilmAffinity
FilmAffinity este un site de recomandări pentru filme creat în 2002 la Madrid, Spania de către criticul de film Pablo Kurt Verdú Schumann și de programatorul Daniel Nicolás. În 2016, site-ul avea 125.000 de titluri de filme și serii și 556.000 de recenzii scrise de utilizatorii săi.
Utilizatorii înregistrați pot evalua filme, pot găsi filme recomandate pe baza evaluărilor lor personale, pot crea orice fel de liste de filme și - în versiunea în limba spaniolă - pot scrie recenzii. Site-ul include, de asemenea, informații despre conținutul principalelor servicii de streaming, cum ar fi Netflix, HBO, Movistar+, Filmin sau Rakuten TV. Această caracteristică este în prezent limitată la Netflix în versiunea în limba engleză.
Site-ul are 3 milioane de utilizatori unici în Spania, care reprezintă 70% din traficul total și oferă peste 47 de milioane de pagini în întreaga lume. Reclamele sunt singurul venit al site-ului, în valoare de peste jumătate de milion de dolari anual.